# Battle Honour

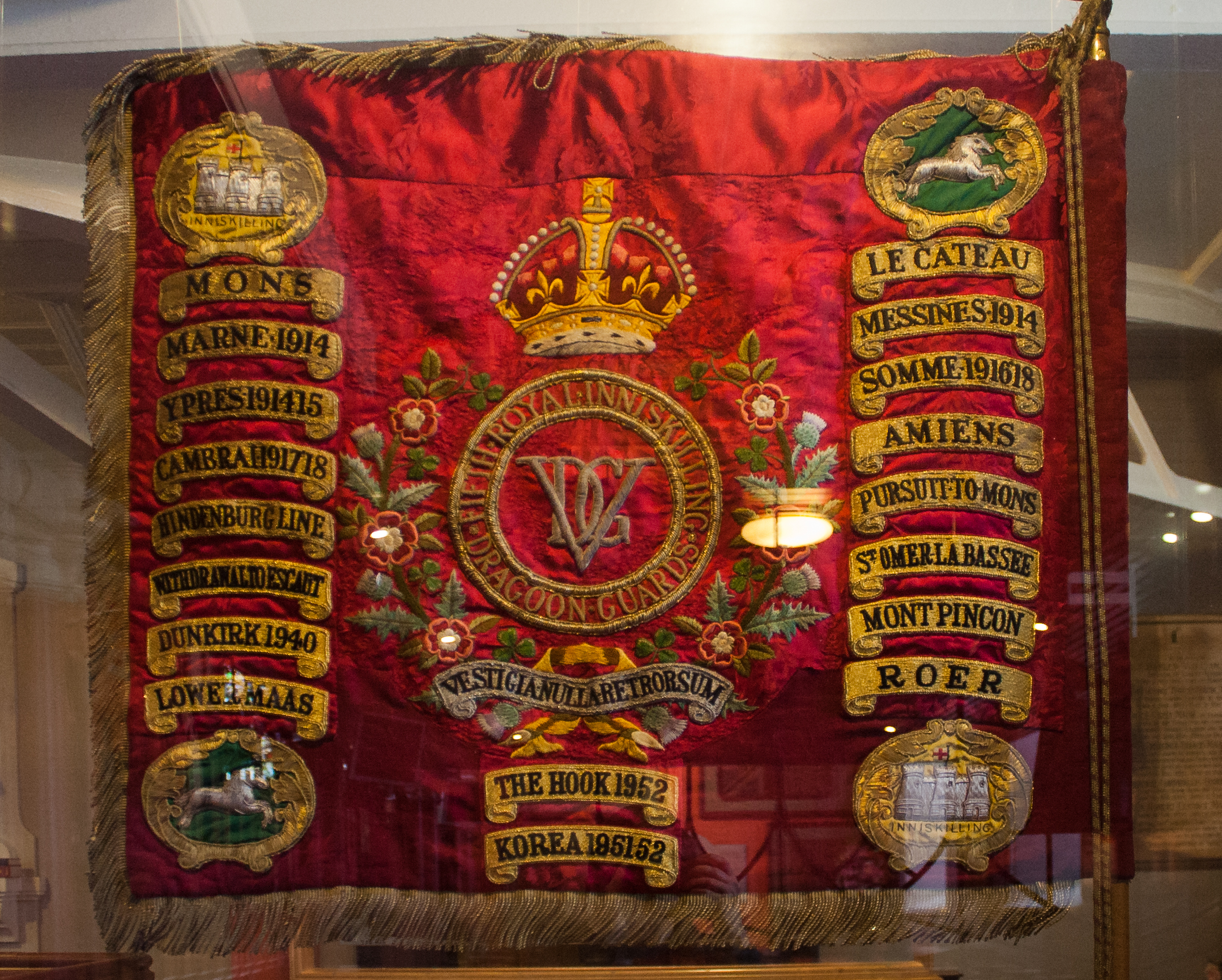
Die Regimentsfahne der Inniskilling Dragoon Guards mit den Battle Honours des Regiments

Battle Honours sind eine Tradition der Commonwealth-Staaten Vereinigtes Königreich, Australien, Kanada und Neuseeland. Es sind ehrenvolle Erwähnungen von Schlachten, an denen ein Truppenteil erfolgreich teilgenommen hat. Die Verleihung der Battle Honour erfolgt durch den Monarchen in seiner Eigenschaft als Staatsoberhaupt.

## Geschichte

### Großbritannien

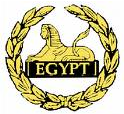
Hinteres Mützenemblem des Royal Gloucestershire, Berkshire and Wiltshire Regiment. Das Regiment, das in der Schlacht von Alexandria 1801 gleichzeitig Angriffen von vorne und hinten standhielt, durfte zur Erinnerung daran auch auf der Hinterseite der Kopfbedeckung ein Abzeichen mit der Battle Honour tragen

Battle Honours werden verliehen an Regimenter und Bataillone beim Heer und an Schiffe und Geschwader bei den anderen Teilstreitkräften. Die Verleihung an kleinere Einheiten geschieht nur in Ausnahmefällen. Kampfunterstützungseinheiten wie z. B. Pionier-, Artillerie- und Nachschubeinheiten können keine Battle Honours erhalten, jedoch führen Einheiten der beiden erstgenannten Kategorien das lateinische Wort ubique (dt.: überall) anstelle dessen in ihrem Wappen.
Battle Honours werden in Form der Namen der Feldzüge oder Schlachten, in denen sich die Einheit hervorgetan hat, manchmal verbunden mit der Jahreszahl, verliehen. Sie werden in chronologischer Reihenfolge teilweise auf der Regimentsfahne und den Trommeln der Regimentskapelle aufgeführt. Seltener werden einzelne Battle Honours im Regimentswappen oder auf der Effekten der Uniform (z. B. Knöpfe, Empleme an Kragen und Kopfbedeckungen) gezeigt. So tragen einige britische Regimenter eine Sphinx für ihre Teilnahme an der Schlacht von Tel-el-Kebir im Feldzug zur Niederschlagung der Urabi-Bewegung in Ägypten. Die Royal Scots Dragoon Guards setzen die Tradition der Royal Scots Greys fort, die sich in der Schlacht bei Waterloo ausgezeichnet hatten, und tragen den Schriftzug Waterloo im Abzeichen. 
Angesichts der oft sehr langen Traditionen britischer Armeeeinheiten, die auch bei Zusammenlegungen von Regimentern die Traditionen der Vorgängereinheiten fortführen, haben die Battle Honours eine besondere Bedeutung. Sie zeigen allen Soldaten der Einheit, besonders aber den Rekruten, in welcher Tradition sie stehen.
Die ersten Battle Honours wurden gegen Ende des 18. Jahrhunderts verliehen. Gegen Ende des 19. Jahrhunderts wurde die Vergabe durch Einsetzung eines Vergabekomitees formalisiert. Nicht selten erfolgt die Zuerkennung erst Jahrzehnte nach dem Ereignis, so dass zuweilen die Auszeichnung gar nicht mehr auf der Fahne des ausgezeichneten Regiments auftauchte, sondern auf der seines durch Zusammenlegung entstandenen Nachfolgeregiments.

### Frankreich

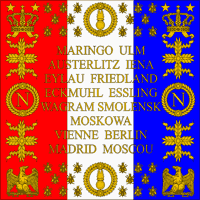
Revers der Fahne des 1. Regiments der Grenadiere zu Fuß der Kaisergarde

Napoleon dekretierte, dass auf der Rückseite der Regimentsfahnen seiner Armee die Namen von Siegen aufzulisten seien, an denen das Regiment beteiligt war. Die Verleihung erfolgte an alle beteiligten Regimenter, so dass aus Platzgründen die Vergabe dahingehend eingeschränkt wurde, dass nur mehr unter dem persönlichen Befehl des Kaisers errungene Siege auf den Fahnen geführt wurden. Mit der Restauration wurden zunächst auch alle Bezüge zu Kaiserreich und Republik von den Fahnen getilgt, doch bereits mit der Julirevolution von 1830 und der Wiedereinführung der Trikolore auch für Truppenfahnen erstanden diese Auszeichnungen neu und wurden bis heute beibehalten.

### Deutschland
In Deutschland war bis zum Zweiten Weltkrieg das Fahnenband eine der Battle Honour ähnliche Auszeichnung, die für Teilnahme an bestimmten Schlachten oder Feldzügen verliehen werden konnte, wenn auch in geringerem Umfang. Da die Bundeswehr keine konkreten Traditionen von Truppenteilen ihrer Vorgängerarmeen pflegt, wurden diese Auszeichnungen auch nicht übernommen. Einige Truppenteile des Königreichs Hannover, die aus der britischen King’s German Legion hervorgegangen waren, führten Battle Honours nach britischem Vorbild. Nach der Annexion Hannovers durch Preußen wurde diese Tradition zumindest teilweise bei Uniformteilen fortgesetzt, so trug der Tschapka-Beschlag vom Königs-Ulanen-Regiment (1. Hannoversches) Nr. 13 ein Devisenband mit der Inschrift: PENINSULA - WATERLOO - GARZIA-HERNANDEZ.
Seit September 2022 vergibt die Bundeswehr ein Fahnenband „Einsatz“ an einsatzbewährte Bundeswehr-Verbände. Das weiße Band hat oben das Verbandsabzeichen des Bundesministeriums der Verteidigung, wie es Heeresuniformträger als Schulterabzeichen am Dienstanzug tragen. Darunter befinden sich, beginnend von unten in chronologischer Reihenfolge dunkelgrüne rechteckige Felder mit abgerundeten Ecken, die mit weißer Schrift in zwei oder drei Zeilen die Abkürzung des Auslandseinsatzes in der ersten (bei längeren Abkürzungen in der ersten und mittleren Zeile) und in der unteren Zeile die vierstellige Jahreszahl zeigen. Für Teilnahme am selben Einsatz in mehreren Kalenderjahren gibt es jeweils ein eigenes Feld. Ein Fahnenband kann höchstens 21 Felder haben. Wenn ein Fahnenband keinen Platz mehr für weitere Felder ausweist, wird ein weiteres Fahnenband an die Truppenfahne der Bundeswehr befestigt, wobei das erste Feld am unteren Ende angebracht wird.